# Grégory Beaugrard
Grégory Beaugrard est un footballeur français né le 25 janvier 1981 à Rouen. Il évolue au poste de défenseur au Football Club de Rouen

## Biographie
Grégory Beaugrard commence sa carrière à Bihorel et FC Rouen avant de signer en seniors en 1999 à Bois-Guillaume où il passera huit saisons (5 en CFA 2 puis 3 en CFA). En 2007, il arrive à l'US Quevilly qui évolue en CFA. Il devient titulaire indiscutable et capitaine. En 2011, il est champion de CFA. 
La saison suivante, pour sa cinquième saison avec Quevilly, il joue en National. Son équipe atteint la finale de la Coupe de France (défaite 0-1 face à Lyon). Il soulève le trophée de la Coupe de France avec le capitaine lyonnais Cris. Deux ans auparavant Quevilly avait atteint les demi-finales de l'épreuve.
En juillet 2015 il revient au FC Rouen 1899.

## Carrière
Bihorel

1995-1999 :  FC Rouen

1999-2007 :  Bois-Guillaume 

2007- 2015 :  US Quevilly
2015 - :  FC Rouen

2017 - :  Olympique Pavillais

## Palmarès
- Champion de CFA : 2011
- Finaliste de la Coupe de France 2012 avec l'US Quevilly